# Agrotis punctipes
Agrotis punctipes là một loài bướm đêm trong họ Noctuidae.